# Rhyncophoromyia gymnopleura
Rhyncophoromyia gymnopleura är en tvåvingeart som beskrevs av Borgmeier 1926. Rhyncophoromyia gymnopleura ingår i släktet Rhyncophoromyia och familjen puckelflugor. Inga underarter finns listade i Catalogue of Life.